# Jac Jacobsen
Jac Jacobsen (* 5. Juni 1901 in Oslo; † 1996) war ein norwegischer Designer.

## Leben
Nach jahrelanger Arbeit in der Textilindustrie (1921 bis 1934) bereiste Jac Jacobsen Europa. 1937 entwickelte er die Leuchte Luxo-L1 mit dem Scherenarm-System, die heute in vielen Museen der Welt als Beispiel für klassisches Leuchtendesign ausgestellt wird. Grundlage war dabei das von George Carwardine 1933 für eine Tischlampe der Firma Terry & Sons entwickelte Gelenkprinzip Anglepoise, das sich an der Dimension und Funktion des menschlichen Armes orientiert.